# 하다라보
하다라보(肌ラボ, Hada Labo)는 로토제약이 개발한 일본 스킨 케어 브랜드이다. 이 브랜드는 히알루론산 제품과 친환경 리필 파우치로 가장 잘 알려져 있다. 그들의 주력 상품인 슈퍼 히알루론산 모이스처라이징 로션은 7년 연속 일본 내 로션 1위를 차지했다.
하다라보와는 다르게 하다라보 도쿄(Hada Labo Tokyo)는 멘소래담(로토의 자회사)에서 미국 시장용으로 제조되며 브랜드, 제품 및 제형이 다르다.